# Erzbistum New York
Das in den USA gelegene Erzbistum New York (lateinisch Archidioecesis Neo-Eboracensis, englisch Archdiocese of New York) ist eine Diözese der römisch-katholischen Kirche mit Sitz in New York City.

## Geschichte
Das Erzbistum New York wurde am 8. April 1808 aus dem Erzbistum Baltimore herausgetrennt und zu einem eigenständigen Bistum erhoben, welches zugleich der neu gegründeten Kirchenprovinz Baltimore angehörte. Am 23. April 1847 gab es dann selbst Gebiete ab, auf welchen die Bistümer Buffalo und Albany entstanden. Nachdem es am 19. Juli 1850 zum Erzbistum und Metropolitansitz erhoben worden war, wurde am 29. Juli 1853 auf seinem Gebiet das Bistum Brooklyn begründet und auf einem weiteren Gebiet seiner Diözese, welches es zusammen mit dem Bistum Philadelphia stellte, das Bistum Newark, das bis 1937 ebenfalls der Kirchenprovinz von New York angehörte. Im Jahre 1900 bereits 1.000.000 Katholiken in 259 Pfarreien mit 449 Diözesanpriestern und 227 Ordenspriestern umfassend, gab es am 21. März 1929 nochmals ein Gebiet zur Errichtung der Apostolischen Präfektur Bahama ab.
Die Bischöfe des Erzbistums von New York sind seit 1911 traditionell Kardinäle. Bereits John McCloskey war seit 1875 Kardinal, doch wurde sein Nachfolger Michael Augustine Corrigan nicht ins Kardinalskollegium aufgenommen. Zur Kirchenprovinz gehören die Suffraganbistümer Albany, Brooklyn, Buffalo, Ogdensburg, Rochester, Rockville Centre und Syracuse. Für seine eigene Diözese stehen dem Erzbischof derzeit zwei Weihbischöfe zur Seite.

## Territorium
Das Erzbistum umfasst die Gebiete Bronx, Dutchess County, Manhattan, Orange County, Putnam County, Rockland County, Staten Island, Sullivan County, Ulster County und Westchester County. Als eines von wenigen Bistümern (neben Rom, Essen und Warschau) umfasst es nicht die gesamte (heutige) Stadt, nach der es benannt ist; deren Rest bildet das Bistum Brooklyn.

## Bischöfe von New York
1. Richard Luke Concanen OP (1808–1810)
2. John Connolly OP (1814–1825)
3. John Dubois PSS (1826–1842)

## Erzbischöfe von New York
1. John Joseph Hughes (1842–1864, Erzbischof ab 1850)
2. John Kardinal McCloskey (1864–1885)
3. Michael Augustine Corrigan (1885–1902)
4. John Murphy Kardinal Farley (1902–1918)
5. Patrick Joseph Kardinal Hayes (1919–1938)
6. Francis Kardinal Spellman (1939–1967)
7. Terence Kardinal Cooke (1968–1983)
8. John Joseph Kardinal O’Connor (1983–2000)
9. Edward Michael Kardinal Egan (2000–2009)
10. Timothy Kardinal Dolan (seit 2009)